# Amblyopone pertinax
Amblyopone pertinax är en myrart som beskrevs av Baroni Urbani 1978. Amblyopone pertinax ingår i släktet Amblyopone och familjen myror. Inga underarter finns listade i Catalogue of Life.